# Miguel Ángel Gutiérrez
Miguel Ángel Gutiérrez Vivas (Madrid, 3 de febrero de 1964) es un político español, diputado por Madrid en el Congreso durante las XI, XII, XIII y XIV legislaturas.

## Biografía
Ingeniero por la Universidad Politécnica de Madrid. Ha sido directivo de empresas nacionales y multinacionales en sectores asociados a seguridad y tecnologías de la información. Es miembro de Ciudadanos desde 2012 y ejerce como delegado territorial de la Comunidad de Madrid. En diciembre de 2015, fue elegido diputado por Madrid en el Congreso y reelegido en 2016. Perdió su escaño tras las elecciones generales de noviembre de 2019 aunque volvió a recuperarlo tras la renuncia de Marcos de Quinto en mayo de 2020.